# Крыланы Темминка
Крыланы Темминка, или бесхвостые крыланы (лат. Megaerops) — род рукокрылых из семейства крыланов, обитающих в Юго-Восточной Азии.

## Классификация
Род включает 4 вида:
- Крылан Темминка (Megaerops ecaudatus)
- Яванский бесхвостый крылан (Megaerops kusnotoi)
- Бесхвостый крылан (Megaerops niphanae)
- Крылан Ветмора (Megaerops wetmorei)

## Описание
К роду Megaerops относятся крыланы среднего размера: длина предплечья составляет от 52 до 60 мм и вес до 35 г. Череп характеризуется удлинённым лицевым отделом, глаза крупные. Число зубов — 28: резцы 2/1, клыки 1/1, предкоренные 3/3, коренные 1/2. Хвост отсутствует или рудиментарный у Megaerops wetmorei. Мембрана крыла крепится к первому пальцу ног. Голени покрыты волосами. Края ушей окрашены в белый или желтоватый цвет.
Способность к эхолокации у представителей рода отсутствует. Ведут ночной образ жизни, в спячку не впадают. Травоядны.
Обитают в Южной и Юго-Восточной Азии. Род и первый описанный вид названы именем нидерландского систематика Конрада Якоба Темминка. Виды, описанные в XX веке, изучены мало и довольно редки.